# Reading (Massachusetts)
Reading é uma vila localizada no Condado de Middlesex, no estado estadunidense de Massachusetts. Segundo o censo nacional de 2010, possui uma população de 24 747  habitantes.